# District de Sheopur
Le district de Sheopur  (hindi : श्योपुर जिला) est un district  de l'état du Madhya Pradesh, en Inde,

## Géographie
Au recensement de 2011, sa population compte 687 952 habitants.
Son chef-lieu est la ville de Sheopur. 